# Atsutoshi Nishida
Atsutoshi Nishida (en japonés, 西田 厚聰, Prefectura de Mie, 29 de diciembre de 1943 – Toquio, 8 de diciembre de 2017) fue un ejecutivo japonés. Ocupó el cargo de presidente de Toshiba entre 2005 y 2009.

## Biografía
Nishida se licenció en la Universidad de Waseda y completó su formación en la Universidad de Tokio. Se casó con una mujer iraní después de acabar sus estudios en 1970.
Nishida vivía en Irán antes de ser contratado por primera vez por Toshiba en 1975. Nishida presionó a la empresa para que invirtiera y desarrollara ordenadores personales en los 80, y en 1984 fue nombrado manager general y responsable de ventas en Europa. Al siguiente año, los esfuerzos de Nishida dieron como resultado la presentación del Toshiba T1100. Nishida volvió a Japón y asumió una responsabilidad cada vez mayor sobre la división de portátiles de Toshiba.
Nishida fue nombrado presidente de Toshiba America Information Systems en abril de 1992, y dejó el puesto en 1995 para volver en 1997. A principios del siglo XXI, continuó asumiendo funciones de alta comisión. Nishida se convirtió en presidente de la compañía en 2005. Durante su presidencia, Toshiba adquirió la Westinghouse Electric Corporation en 2006 por 5.400 millones de dólares y culminó el desarrollo del HD DVD en 2008. A Nishida le sucedió al frente de la compañía Norio Sasaki en 2009.
En 2015, se inició una investigación sobre la inflación de beneficios que tuvo lugar bajo las presidencias de la empresa bajo la dirección de Nishida, Sasaki e Hisao Tanaka. Después de que finalizara la investigación, Nishida dejó su puesto como asesor de la empresa. Posteriormente, Toshiba demandó a Nishida, Sasaki y Tanaka por 28 millones.

## Muerte
Nishida murió de un ataque al corazón en el Toshiba General Hospital de Tokyo el 8 de diciembre de 2017 a los 73 años.